# Europäischer Fernwanderweg E7
Der Europäische Fernwanderweg E7 ist ein Fernwanderweg, der in Ost-West-Richtung von den Kanarischen Inseln bis nach Rumänien verläuft. Er beginnt am antiken Null-Meridian auf der Insel El Hierro und reicht über Lissabon und die portugiesisch-spanische Grenze in Richtung Osten durch Andorra, Frankreich, Italien und Slowenien bis nach Ungarn und Serbien. Er soll zukünftig verlängert werden und dann vom Atlantik bis zum Schwarzen Meer führen. Die Gesamtlänge beträgt 6370 Kilometer.

## Verlauf
- Spanien: (GR131)
  - Kanarische Inseln
- Portugal: (GR12)
  - Lissabon
  - Monfortinho
- Spanien: (GR10, GR7)
  - Extremadura
  - Kastilien und León
  - Autonome Gemeinschaft Madrid
  - Kastilien-La Mancha
  - Aragonien
  - Valencia
  - Katalonien
- Andorra (GR7)
- Frankreich: (GR7, GR4, GR51)
  - Mont Aigoual
  - Luberon
  - Grasse
  - Nizza
- Italien
  - Genua
  - Verona
- Slowenien
  - Ljubljana
  - Kozjanski Park
  - Hodoš
- Kroatien
  - Zagreb
- Ungarn
  - Bajánsenye
  - Szekszárd
  - Mindszent
  - Nagylak
- Serbien
  - Horgoš
  - Novi Sad
  - Prohor Pcinjski

Der E7 führt in Slowenien von Westen nach Osten auf einer Strecke von rund 600 km. Der höchste Punkt am Weg ist der 1630 m hohe Gipfel des Porezen im slowenischen Küstenland.
Der ungarische Wegabschnitt hat eine Länge von 760 Kilometer. Er verläuft von Bajánsenye an der slowenischen Grenze bis Szekszárd gemeinsam mit dem Rockenbauer Pál Dél-dunántúli Kéktúra und von Szekszárd bis Mindszent gemeinsam mit dem Alföldi Kéktúra. Von dort geht der Weg weiter bis zur rumänischen Grenze bei Nagylak.
Ursprünglich (vor der Erweiterung in Serbien) bestand die Absicht, den E7 von Ungarn aus über Rumänien zu verlängern, so dass er vom Atlantik bis zum Schwarzen Meer führt.
Der serbische Abschnitt führt über rund 2000 Kilometer von der ungarisch-serbischen Grenze bei Horgoš an der Theiß über Novi Sad an der Donau bis zur mazedonischen Grenze in der Nähe des Klosters Prohor Pcinjski.